# Чоколоскі (Флорида)
Чоколоскі (англ. Chokoloskee) — переписна місцевість (CDP) в США, в окрузі Колльєр штату Флорида. Населення — 346 осіб (2020).

## Географія
Чоколоскі розташоване за координатами 25°48′51″ пн. ш. 81°21′36″ зх. д. / 25.81417° пн. ш. 81.36000° зх. д. (25.814228, -81.360109).  За даними Бюро перепису населення США в 2010 році переписна місцевість мала площу 0,58 км², уся площа — суходіл.

## Демографія
Згідно з переписом 2010 року, у переписній місцевості мешкало 359 осіб у 163 домогосподарствах у складі 112 родин. Густота населення становила 622 особи/км².  Було 255 помешкань (442/км²).
Расовий склад населення:
| - 96,1 % — білих - 0,3 % — вихідців з тихоокеанських островів - 3,3 % — осіб інших рас |

До двох чи більше рас належало 0,3 %. Частка іспаномовних становила 5,6 % від усіх жителів.
За віковим діапазоном населення розподілялося таким чином: 17,8 % — особи молодші 18 років, 53,5 % — особи у віці 18—64 років, 28,7 % — особи у віці 65 років та старші. Медіана віку мешканця становила 52,8 року. На 100 осіб жіночої статі у переписній місцевості припадало 118,9 чоловіків;  на 100 жінок у віці від 18 років та старших — 113,8 чоловіків також старших 18 років.
За межею бідності перебувало 72,5 % осіб, у тому числі 85,3 % дітей у віці до 18 років та 63,2 % осіб у віці 65 років та старших.
Цивільне працевлаштоване населення становило 110 осіб. Основні галузі зайнятості: освіта, охорона здоров'я та соціальна допомога — 79,1 %, транспорт — 10,9 %, мистецтво, розваги та відпочинок — 10,0 %.